# Nartuby
Ne doit pas être confondu avec Artuby.
La Nartuby est une rivière française, coulant dans le département du Var, en région Provence-Alpes-Côte d'Azur et un affluent gauche du fleuve l'Argens.
Il ne faut pas confondre la Nartuby avec la rivière Artuby, cours d'eau du Var également, mais affluent du Verdon, dans le bassin versant du fleuve le Rhône, par l'intermédiaire de la Durance.

## Géographie
Elle prend sa source au plan de Canjuers, dans le nord du département, et se jette dans l'Argens au niveau de la commune du Muy, à 12 m d'altitude.
La Nartuby, petite rivière entièrement varoise, de 34,4 km de longueur,, a deux sources différentes qui, à environ 1 000 m d'altitude, sortent de terrains calcaires. Elles sont distantes, à vol d'oiseau, de 20 km l'une de l'autre.
La première, à 1 km au levant du château de Vérignon, forme la « Nartuby d'Ampus ».
La seconde, à l'ouest du Blac Meyanne et au nord de Bargemon, engendre la Nartuby de Châteaudouble ou Nantuby.
Les deux minces cours d'eau se réunissent près de la source des Frayères (en provençal fraièro ou freièro, lieu froid ou eaux froides : les Frayères alimentent Draguignan en eau potable), en amont du hameau de Rebouillon, de nom significatif (où les eaux bouillonnent, s'agitent), et en aval de gorges profondes sur le rebord occidental desquelles s'étend le vaste camp préhistorique des Clapouyres. La Nartuby coule globalement du nord-ouest vers le sud-est,
Ainsi constituée, la Nartuby entre dans la commune de Draguignan et alimente un canal d'industrie et d'irrigation appelé Pis. Peu après, quelques eaux salées lui arrivent de la source de la Foux (1 000 litres par seconde en hiver et au printemps 600 litres par seconde à l'étiage). De nouveau, la Nartuby s'engouffre dans des défilés où elle se précipite en cascades d'abord à Trans, au cœur du vieux village où elle forme des gorges spectaculaires bordées de moulins abandonnés, puis, au Saut du Capelan (30 m de hauteur), tout près de La Motte. Elle se jette dans l'Argens, au Muy, à 20 mètres d'altitude au-dessus de la mer et avec un débit oscillant, suivant la saison, entre 600 et 1 060 litres par seconde. Dans tout son trajet, elle a successivement coulé sur des terrains permiens, triasiques et oolithiques. Son lit, de 15 m de largeur en moyenne, souvent aux trois quarts à sec, la fait ressembler à la plupart des autres rivières méditerranéennes.

### Communes et cantons traversées
Dans le seul département du Var, la Nartuby traverse les sept communes suivantes, de l'amont vers l'aval, de Montferrat (source), Châteaudouble, Ampus, Draguignan, Trans-en-Provence, La Motte, Le Muy (confluence).
Soit en termes de cantons, la Nartuby prend source dans le canton de Flayosc, traverse le canton de Draguignan, conflue dans le canton de Vidauban, le tout dans l'arrondissement de Draguignan.

### Bassin versant
La Nartuby traverse une seule zone hydrographique « La Nartuby » (Y523) de 198 km2 de superficie. Ce bassin versant est constitué à 67,34 % de « forêts et milieux semi-naturels », à 21,44 % d1e « territoires agricoles », à 11,29 % de « territoires artificialisés »,.

### Organisme gestionnaire
La Nartuby est un cours d'eau privé, comme la plupart des rivières françaises. Un organisme public, le Syndicat mixte de l'Argens, y dispose de servitudes temporaires accordées par l’État pour y réaliser à la place des riverains l'entretien de la végétation des berges.
Le conseil départemental du Var est, jusqu'à la mi-2015, le gestionnaire du Programme d'actions de prévention des inondations (PAPI d'intention) « Argens et affluents » du bassin versant de l'Argens. Divers syndicats intervenaient autrefois dans le bassin versant : le SIAN ou syndicat intercommunal d'Aménagement de la Nartuby, le Syndicat intercommunal d'aménagement du cours inférieur de l'Argens, le Sivu du Cauron, le syndicat d'aménagement du cours supérieur de l'Endre, le syndicat intercommunal de l'Issole, etc.
Le Syndicat mixte de l'Argens (SMA) a été créé le 3 octobre 2014, et il remplace désormais les anciens organismes gestionnaires. Il a pour compétences l’entretien, la gestion, l’aménagement des cours d’eau et la prévention des inondations dans le bassin de l’Argens, ainsi que la restauration des milieux. Il regroupe soixante-quatorze communes et huit intercommunalités, et est chargé de mettre en œuvre l’ensemble du programme d’action de prévention des inondations (PAPI complet) de l'Argens et des Côtiers de l'Esterel,,.

## Affluents
La Nartuby a onze tronçons affluents référencés :
- le vallon de la Magdeleine (rd[note 3]), 1,8 km sur la seule commune de Montferrat.
- le Beaudron ou ruisseau des Sorgues (rg), 6,6 km sur les deux communes de Montferrat (source et confluence) et Bargemon.
- Géoportail ajoute le vallon de Bivosque (rd), sur les deux communes de Châteaudouble (confluence) et Montferrat (source)
- le vallon de la Baume Garnier (rd), 2,7 km sur les deux communes de Châteaudouble (confluence) et Montferrat (source) avec un affluent :
  - le vallon de Saint-Paul (rg), 1,9 km sur la seule commune de Montferrat.
- le vallon de Riou de Ville ou vallon de Verdos (rd), 5,3 km sur la seule commune de Châteaudouble et qui conflue avant les gorges de Châteaudouble

...

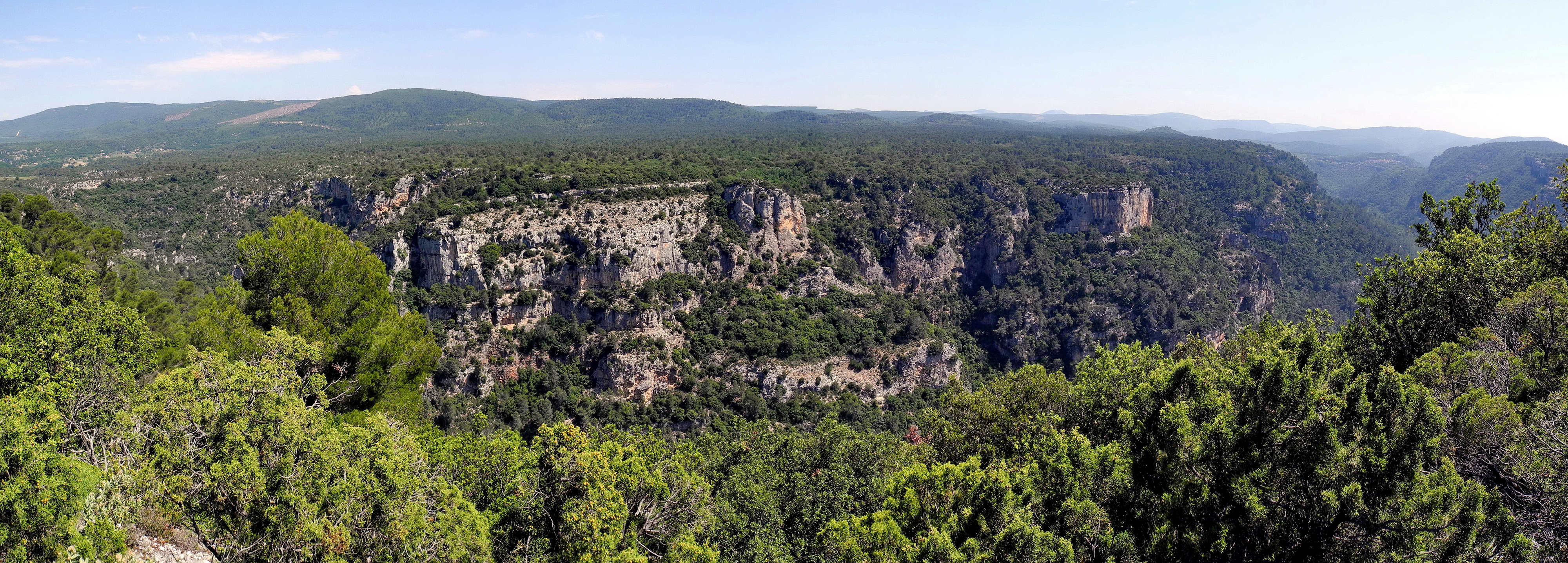
Vallée de la Nartuby d'Ampus en 2013.

- la Nartuby d'Ampus (rd), 11,9 km sur les deux communes d'Ampus (source) et Châteaudouble (confluence) avec deux affluents et de rang de Strahler trois :
  - le vallon de Valségure (rd), 5,3 km sur la seule commune d'Ampus avec un affluent :
    - le canal de Fontigon (rg), 5,3 km sur la seule commune d'Ampus.

  - le vallon de Rasclepoux (rg), 3 km sur les deux communes d'Ampus (confluence) et Châteaudouble (source).

...
- la vallon de la Tunis (rg), 3,3 km sur les quatre communes d'Ampus (confluence, Châteaudouble, Figanières, Draguignan, avec un affluent :
  - le vallon de la Font de Maurel (rd), 1,1 km sur les deux communes de Châteaudouble (confluence), Figanières (source).
- le vallon de Biaille ou vallon de la Riaille (rg), 4,5 km sur la seule commune de Draguignan.
- la Foux (rg), 0,9 km sur les deux communes de Draguignan (source), Trans-en-Provence (confluence).
- le vallon de Rayouret ou vallon de Cantoua (rg), 6,5 km sur les deux communes de Draguignan (source), Trans-en-Provence (confluence).
- la vallon des Prouits (rg), 5,8 km sur les deux communes de Draguignan (source), Trans-en-Provence et La Motte (confluence), avec un affluent :
  - la vallon du Rousset (rg), 3,4 km sur la seule commune de La Motte.
- le vallat le Gros ou vallon de Casset (rg), 7,8 km sur les deux communes de La Motte et Le Muy.

### Rang de Strahler
Donc son rang de Strahler est de quatre par la Nartuby d'Ampus.

## Hydrologie
La Nartuby est une petite rivière moyennement abondante, mais extrêmement irrégulière. Son régime hydrologique est dit pluvial méridional.

### la Nartuby à Trans-en-Provence
Son débit a été observé depuis le 1er avril 1969 , à Trans-en-Provence, localité du département du Var située peu avant son confluent avec l'Argens, et à 145 m d'altitude. La surface prise en compte y est de 190 km2, soit la quasi-totalité du bassin versant de la rivière.
Le module de la rivière à Trans-en-Provence est de 1,43 m3/s .
La Nartuby présente des fluctuations saisonnières de débit assez peu marquées - du moins dans le contexte méditerranéen -, avec des hautes eaux d'hiver-printemps portant le débit mensuel moyen à un niveau situé entre 1,75 et 2,05 m3/s, de janvier à mai inclus (avec un maximum en janvier), et des basses eaux d'été, de juillet à septembre inclus, avec une baisse du débit moyen mensuel jusqu'à 0,53 m3/s au mois de septembre.

### Étiage ou basses eaux
À l'étiage cependant, le VCN3 peut chuter jusque 0,11 m3/s, en cas de période quinquennale sèche, c'est-à-dire presque arrêt de tout écoulement et cours d'eau à sec, ce qui est très sévère.

### Crues
Vigicrues : Station Trans-en-Provence (CD 555) (Pont des Écoles) (Nartuby)
Les crues peuvent être très importantes, caractéristique partagée par les rivières voisines. Les QIX 2 et QIX 5 valent respectivement 38 et 66 m3/s. Le QIX 10 est de 85 m3/s, le QIX 20 de 100 m3/s, tandis que le QIX 50 se monte à 130 m3/s.
La hauteur maximale instantanée a été enregistrée à 363 cm ou 3,63 m le 3 février 1974.
Le débit instantané maximal enregistré à Trans-en-Provence durant cette période, a été de 132 m3/s le 23 novembre 2019, tandis que la valeur journalière maximale était de 71,60 m3/s le même jour.

#### La crue du 15 juin 2010

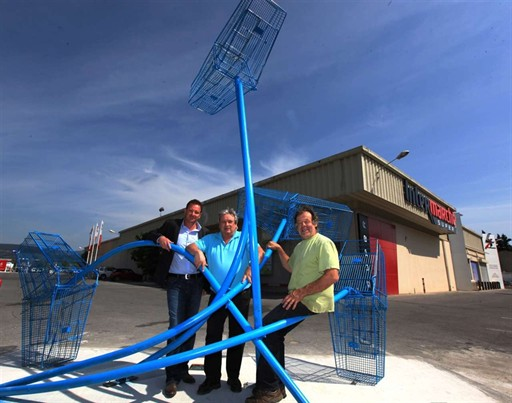
Le monument Natur by sur le parking de l'Intermarché de Saint-Hermentaire à Draguignan.

Le 15 juin 2010, la Nartuby subit une crue soudaine et inhabituelle. Cette crue, qui en elle-même provoque d'importants dégâts matériels à proximité de la zone commerciale et artisanale Saint Hermentaire, est concomitante au ruissellement d'importantes quantités d'eau en provenance du Malmont, entraînant l'inondation d'une grande partie de la ville de Draguignan.
Cette crue est comparable à celles de 1673 et de 1827, qui avaient provoqué des victimes et des dégâts. Toutefois à cette époque, la plaine inondable de Draguignan n'était pas urbanisée comme elle l'est de nos jours. C'est cette urbanisation des zones inondables qui explique le nombre de victimes et les dégâts considérables de la crue de 2010.

#### Autres crues
La crue de 2010 a été la plus violente depuis longtemps mais les crues de la Nartuby ne sont pas rares pour autant et ne doivent pas être résumées aux seuls épisodes exceptionnellement violents. Des crues décennales ont eu lieu en 1994, 1996, 2000. En 1974, une crue trentennale inondait le centre-ville de Draguignan. Ces évènements n'ont pourtant pas empêché la délivrance de permis de construire et de zone d'activité dans les zones inondables.

### Lame d'eau et débit spécifique
La lame d'eau écoulée dans son bassin versant est de 238 millimètres annuellement. Le débit spécifique de la rivière (ou Qsp) est de 7,5 litres par seconde et par kilomètre carré de bassin.

## Aménagements et écologie

### Structure de la Nartuby
L’Agence de l’Eau Rhône-Méditerranée et Corse distingue différents espaces pour les rivières situées dans le bassin versant méditerranéen de la France continentale comme celle de la Nartuby : 
Le lit mineur, partie de la vallée utilisée habituellement par la Nartuby. Celui-ci étant la zone limitée par les berges. On peut observer des zones de perte qui peuvent rendre le lit mineur complètement à sec : 
- Sur la Nartuby d’Ampus, entre Ampus et la source des Frayères ;

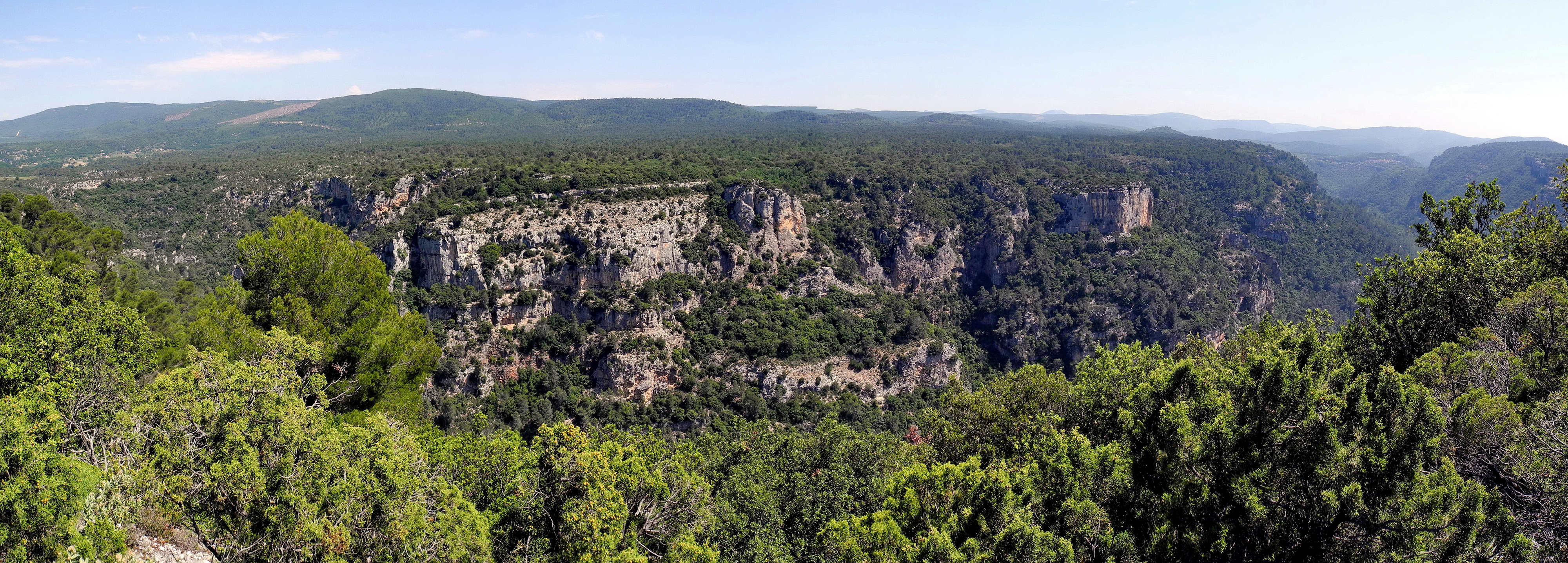
Gorges de la Nartuby d'Ampus.

- Entre le pont de la Clappe et le pont d’Aups (Draguignan) ;
- Entre le pont d’Aups et le pont de Lorgues (Draguignan) ;

Le lit majeur est la surface inondée par les eaux de la Nartuby au moment des crues. La limite du lit majeur correspond au niveau de la plus grande crue historique enregistrée
La végétation présente y abrite habituellement une faune et une flore très diversifiées (forêts, prairies alluviales, plages, dépôts alluviaux...).
Il a été officiellement défini (commune de Draguignan et Trans en partie) par l'État en juin 2005 dans le document : « Plan de Prévention des Risques Prévisibles (P.P.R.)  - Commune de Draguignan - La Nartuby ».
Une partie de la ville de Draguignan est construite dans ce lit majeur.
L’espace de liberté (ou espace de mobilité) est l'espace à l'intérieur duquel la Nartuby entretient des relations directes avec son environnement :
- transit des sédiments,
- alimentation d'une zone humide...

Dans la zone industrielle du Pont de Lorgues, saint Hermentaire, les Incapis à Draguignan et la zone du Plan à Trans, le cours de la rivière a été détourné et/ou rectifié, empêchant ces échanges.
Les annexes fluviales sont l'ensemble des milieux en relation avec la Nartuby par des connexions souterraines, ou en surface :
- iscles (banc de sable au milieu du cours d'eau), beaucoup se sont reformés en aval de Rebouillon après l'inondation du 15 juin 2010,
- îles, très rares et très petites surtout situées dans la plaine de Draguignan-Trans,
- brotteaux (marais arbustif),
- lônes (bras en voie de colmatage),
- bras morts : exemple à la Granegone,
- prairies inondables : exemple à la confluence de la Foux à Trans,
- fôrets inondables : quasiment disparues,
- ripisylves : très endommagées sur le secteur de la plaine de Draguignan-Trans, certaines sont encore en voie d'urbanisation en 2012 (Quartiers les Encapis à Draguignan, Le Plan à Trans),
- sources et rivières phréatiques, la source de la Foux passe pour l'une des plus importantes,
- clapes, surtout au niveau du hameau de la Clappe au nord de Draguignan,
- mares temporaires : la plupart colmatées ou artificialisées (stade Morgay),
- dépressions de type Redon comme celle des Négadis...

La nappe alluviale, contenue dans les grands épandages de sables, graviers et galets des fleuves et des rivières, est une eau souterraine, lieu privilégié des échanges avec les cours d'eau et les zones humides.
Ce type de nappe peut être réalimenté par les crues et restituer à l'inverse de l'eau dans les cours d'eau en période de sécheresse ;
Les marais sont des zones basses où sont accumulées, sur une faible épaisseur, des eaux stagnantes et qui est caractérisée par une flore spécifique (Massettes, phragmites, roseaux, plantes aquatiques...) ; Beaucoup ont été asséchés autour de Draguignan. D'anciennes représentations en témoignent (DRAGUIGNAN - Le Temps Retrouvé - Pierre-Jean Gayrard).
La terrasse alluviale est la zone plane située sur les versants de la vallée, 
Elle est constituée par l'accumulation de sédiments déposés par le cours d'eau à une période géologique antérieure.
De nos jours cette partie n'est plus utilisée par la rivière, on y trouve des foyers de peuplement anciens et sûrs. Exemple : domaine de Saint Hermentaire à Draguignan, centre historique de la même commune.
La roche massive est une roche dure (calcaire, granit...), elle peut par endroits former des falaises comme dans les gorges de Chateaudouble ou les rochers du quartier Saint Michel au nord-ouest de Draguignan, rocher de la Tour de l'Horloge sur la même commune.

## Galerie

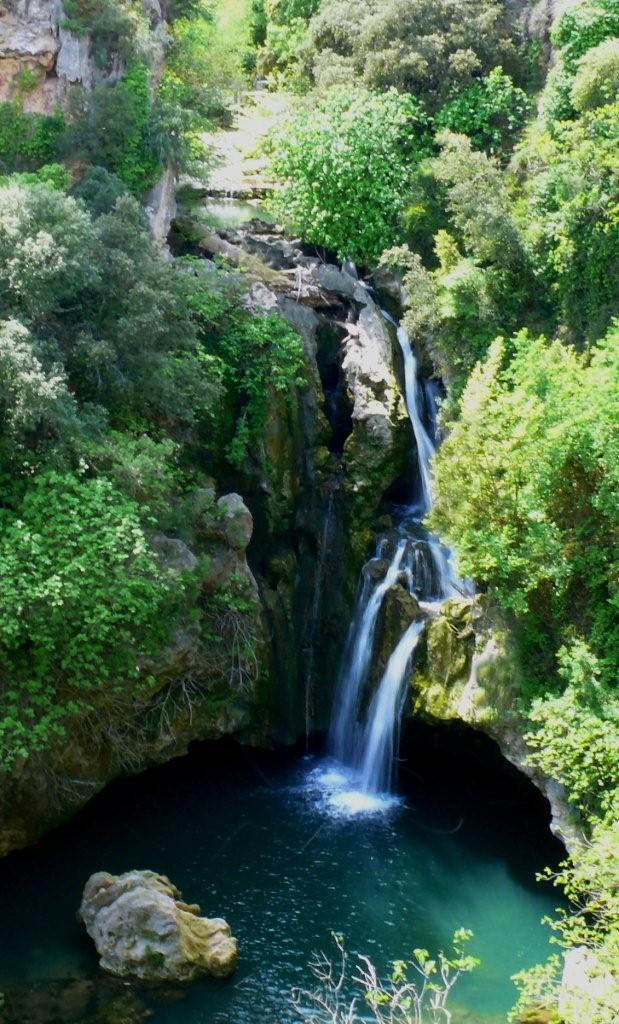
La cascade du Saut du Capelan en 2008, à La Motte.
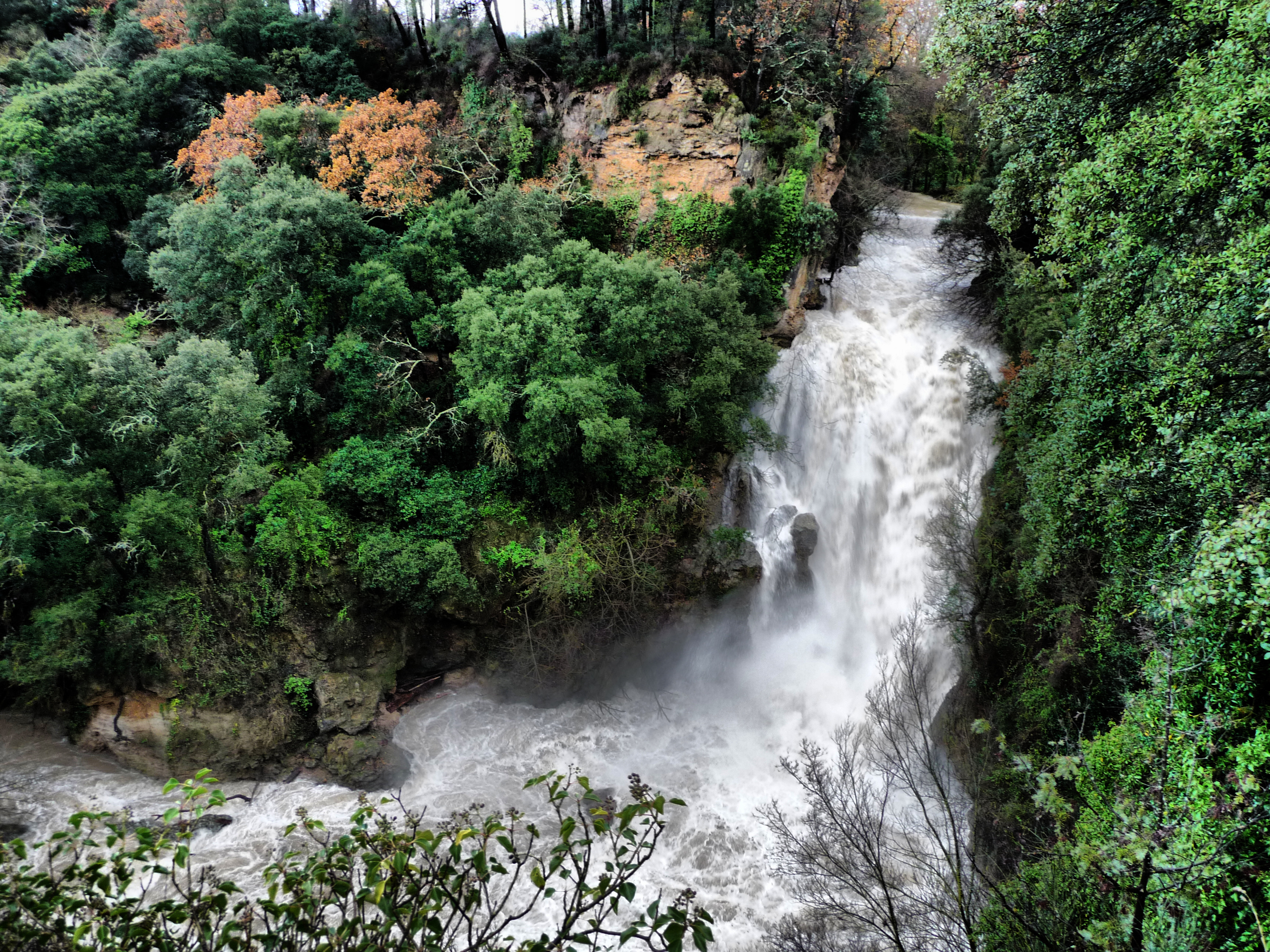
Le Saut du Capelan en crue à La Motte pendant l'hiver 2008/2009.
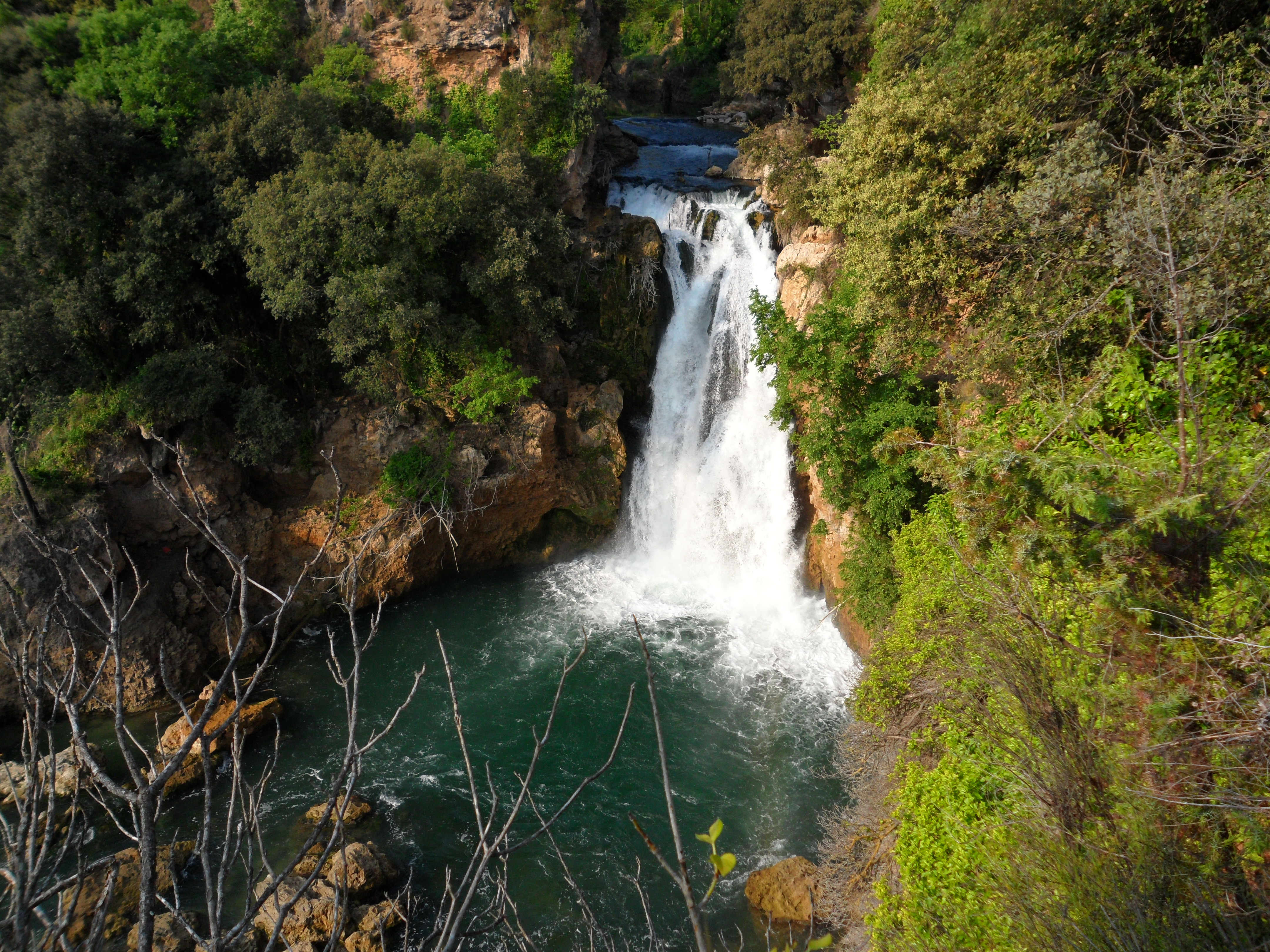
Cascade à La Motte en 2011.
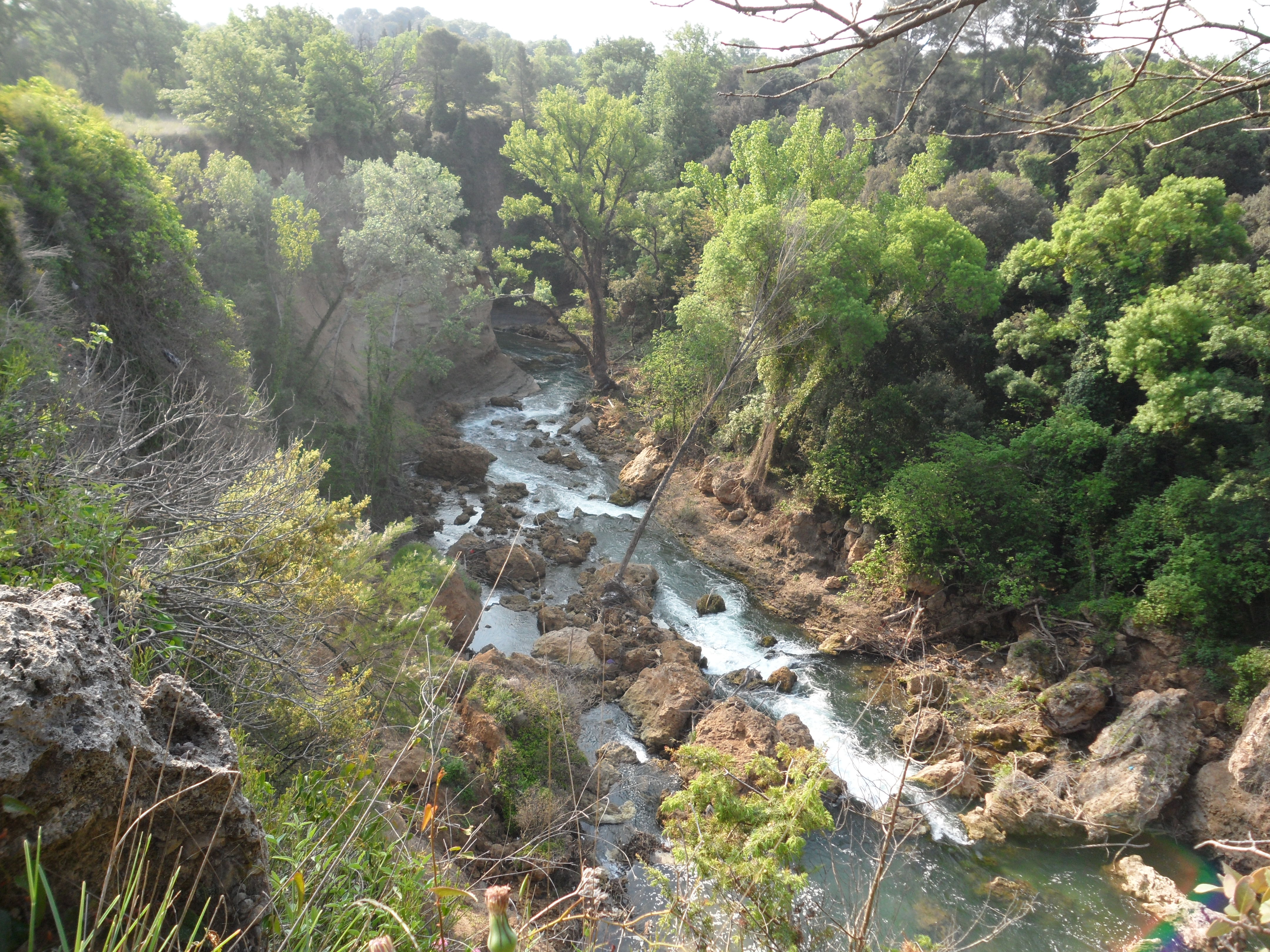
La rivière Nartuby près de la Motte.